# Shemurat Har Sasa (naturreservat)
Shemurat Har Sasa (hebreiska: שמורת הר סאסא) är ett naturreservat i Israel.   Det ligger i distriktet Norra distriktet, i den norra delen av landet.